# 原田糸子
原田 糸子（はらだ いとこ、1949年2月14日 - ）は、日本の元女優、歌手。大阪府生まれ。徳島県出身。

## 略歴
西野バレエ団5人娘レ・ガールズの一人として金井克子、由美かおる、奈美悦子、江美早苗とともに活躍。大阪女学院高等学校卒業。大阪女子学園高等学校（大阪夕陽丘学園高等学校）卒業。
1965年、「バックナンバー333」でテレビドラマデビュー。
1966年、「銀嶺は恋してる」で映画デビュー。
1967年、「ヴェニスの恋」で歌手デビュー。
1969年、テレビドラマ「フラワーアクション009ノ1」を以って芸能界から引退した。
現在は、千葉県香取市で陶芸家として活躍。

## 出演

### 映画
- フォークで行こう 銀嶺は恋してる（1966年、松竹） - 紅銀子役
- 宇宙大怪獣ギララ（1967年、松竹） - 道子役
- 銀の長靴（1967年、松竹） - バレリーナ役
- 若社長レインボー作戦（1967年、松竹） - 桃井冴子役
- 大番頭小番頭（1967年、松竹） - 田丸絹子役
- レッツゴー!高校レモン娘（1967年、松竹） - 花島糸子役
- ミニミニ突撃隊（1968年、松竹） - 西田逸子役 ※レ・ガールズで出演
- 初恋宣言（1968年、松竹） - 大和さくら役
- 太陽の野郎ども（1969年、松竹）

### テレビ
- 給料探し団（1962年、NHK教育）
- バレエ・ミュージカル ガラスの瞳（1963年、NHK総合）
- バックナンバー333（1965 - 1966年、朝日放送 / 山崎プロダクション） - 江川光子役
- レモンのような女（1967年、TBS / 国際放映） 第6話（オムニバス）1stエピソード「そばとオハジキ」 - 主演
- レ・ガールズ（1967 - 1968年、日本テレビ）
- それゆけ!5人娘（1969年、TBS）
- オレとシャム猫（1969年、TBS / 国際放映） - 原稲子（グズ）役
- 見合い恋愛 第7話「青空と恋人」（1969年、日本テレビ / C.A.L）
- フラワーアクション009ノ1（1969年、フジテレビ / 東映） - クラブ役

## ディスコグラフィー

### シングル
| 発売日     | A/B面 | タイトル                       | 作詞家   | 作曲家   | 編曲家   | レコード会社 | レコード番号 | 備考 |
| ---------- | ----- | ------------------------------ | -------- | -------- | -------- | ------------ | ------------ | ---- |
| 1967.10.10 | A面   | ヴェニスの恋                   | 関根浩子 | 小杉仁三 | 小杉仁三 | クラウン     | CW-750       |      |
|            | B面   | その人のために                 | 森はるな | 小杉仁三 | 生明慶二 | クラウン     | CW-750       |      |
| 1968.04.01 | A面   | ジャマイカの青い浜辺           | 関根浩子 | 小杉仁三 | 小杉仁三 | クラウン     | CW-805       |      |
|            | B面   | リマの雨                       | 関根浩子 | 小杉仁三 | 小杉仁三 | クラウン     | CW-805       |      |
| 1968.11.01 | A面   | ローマの恋のおくりもの         | 関根浩子 | 小杉仁三 | 小杉仁三 | クラウン     | CW-874       |      |
|            | B面   | パロマニチータ                 | 関根浩子 | 小杉仁三 | 小杉仁三 | クラウン     | CW-874       |      |
| 1969.06.01 | A面   | ミスティーナイト・イン・コーベ | 水島哲   | 米山正夫 | 池田孝   | クラウン     | CW-949       |      |
|            | B面   | カリブの渚                     | 水島哲   | 米山正夫 | 池田孝   | クラウン     | CW-949       |      |
| 1969.11.01 | A面   | ヘイジーポート・ナガサキ       | 水島哲   | 米山正夫 | 池田孝   | クラウン     | CW-1004      |      |
|            | B面   | 雨の中のくちづけ               | 水島哲   | 米山正夫 | 池田孝   | クラウン     | CW-1004      |      |

### CD
- 原田糸子＆響かおる シングルコレクション

シングル5枚のAB面に、「想い出のテルアビブ」（1967年11月録音）を加えた11曲目までが原田糸子の楽曲。12〜23曲目は同時期に同じレコード会社で活躍した響かおるの曲を収録。
2009年10月20日発売、BRIDGE-148、販売元BRIDGE